# 泽列诺戈尔斯基
泽列诺戈尔斯基（羅馬化：Zelenogorskiy）是俄罗斯克麦罗沃州的市级镇，属克拉皮温斯基区，为该区仅次于行政中心克拉皮温斯基的第二大聚居地。位于鄂毕河支流托木河左岸地区，地处克麦罗沃州中北部，在区行政中心克拉皮温斯基东、州府克麦罗沃东南。
该地2021年人口有4,582人；2010年人口5,175；2002年人口5,382；1989年人口6,451。